# Wojciech Włodarczyk (dziennikarz)
Wojciech Włodarczyk (ur. 14 sierpnia 1952 w Warszawie) – polski muzyk, muzykolog, niezależny dziennikarz muzyczny przez wiele związany z Polskim Radiem, wydawca i redaktor płyt muzyki klasycznej.

## Życiorys
Pochodzi ze szlachecko-inteligenckiej rodziny: jego matka – Marianna z domu Miros (baronessa herbu Lubowla) – pełniła funkcję kierownika sekretariatu teatrów Lalka i Guliwer, ojciec Franciszek Włodarczyk był pastorem i współorganizatorem Starokatolickiego Kościoła Mariawitów w Płocku. W 1967 roku ukończył Podstawową Szkołę Muzyczną I stopnia im. S. Moniuszki nr 2 w Warszawie w klasie fortepianu prof. Natalii Saburowej, a następnie Liceum Muzyczne nr 4 im. K. Szymanowskiego w Warszawie w klasie organów prof. Stanisława Możdżonka i fortepianu prof. Wandy Łosakiewicz. W latach 1971–1976 studiował na Uniwersytecie Warszawskim, Wydział Historyczny – Instytut Muzykologii. Pracę magisterską na temat symfoniki Zygmunta Noskowskiego pisał pod kier. prof. Mirosława Perza. Tytuł obronił przed komisją pod kier. prof. Józefa Chomińskiego. W czasie studiów śpiewał w chórze uniwersyteckim i pełnił funkcję prezesa Chóru Akademickiego UW.

## Dorobek zawodowy
W trakcie studiów podjął pracę w Polskim Radiu (15.01.1975). Do 13 grudnia 1981 pracował w Redakcji Muzycznej Naczelnej Redakcji III Polskiego Radia. Po okresie stanu wojennego powrócił do Polskiego Radia do Naczelnej Redakcji Muzycznej, by następnie (na skutek zmian organizacyjnych PR) dołączyć na stałe do zespołu Programu 2 Polskiego Radia (Redakcja Muzyczna, Publicystyki Kulturalnej, Redakcja Operowa). Był autorem audycji nagrywanych na taśmie poświęconych muzyce klasycznej (m.in. Filharmonia Dwójki, Wieczór Operowy Dwójki, Z Andrzejem Hiolskim o jego białych krukach…, Niezwykły świat opery, Opera tygodnia), następnie zaczął prowadzić audycje „na żywo”: Radio-Kontakt (audycje z telefonicznym udziałem słuchaczy oraz gościa w studiu), Muzyczny Turniej Dwójki.
W końcu lat 80 powstała Redakcja Operowa Dwójki pod kierunkiem Victora Alexandra Brégy, wraz z Tadeuszem Deszkiewiczem i Wojciechem Maruchą. Był pierwszym współprowadzącym transmisję spektaklu z Metropolitan Opera w Nowym Yorku („Traviata” G. Verdiego). Laureat nagrody Prezesa Polskiego Radia za transmisje z Metropolitan Opera w Nowym Jorku. Następnie relacjonował transmisje spektakli operowych z innych teatrów: m.in. Opera Bastille w Paryżu, La Scala w Mediolanie, Teatro Real w Madrycie, Covent Garden w Londynie, Teatr w Buenos Aires w Argentynie.
W latach 90. prowadził w TVP cykl programów „Gwiazdy świecą wieczorem” z udziałem wybitnych polskich artystów muzyków (m.in. Andrzej Kulka, Grzegorz Nowak, Kazimierz Kord, Kaja Danczowska i inni). Dla TVP Polonia prowadził programy z udziałem widzów i gośćmi specjalnymi (m.in. Wanda Wiłkomirska, Elżbieta i Krzysztof Pendereccy, Henryk Mikołaj Górecki). Oprawa muzyczna była realizowana „na żywo” przez obecnych w studiu artystów. Był komentatorem innych wydarzeń muzycznych (m.in. Jubileusz śpiewaka Plácido Domingo – gala z udziałem króla Hiszpanii Juana Carlosa I, pielgrzymka św. Jana Pawła II do Ziemi Świętej). W latach 2002–2007 roku pracował w Redakcji Muzycznej Archiwum Polskiego Radia, stale współpracując z Redakcją Operową Dwójki. W 2007 roku zakończył pracę w Polskim Radiu.
W 2007 roku podjął działalność wydawniczą (Agencja wwMusic), która opublikowała płyty m.in. klarnecisty Romualda Gołębiowskiego, wiolonczelistki Anny Wróbel, organisty Karola Gołębiowskiego. Założył i był prezesem Stowarzyszenia Sztuk Wyższych popularyzującego muzykę klasyczną. Najważniejszymi osiągnięciami Stowarzyszenia było zorganizowanie w Roku Chopinowskim 2010 koncertów polskich artystów w USA: w Chicago Symphony Center i Carnegie Hall w Nowym Jorku pt. Frederic Chopin’s 200th Birthday Party (kierownictwo muzyczne – Krzesimir Dębski, Andrzej Jagodziński Trio, Grażyna Auguścik z zespołem World Sound, Sławek Jaskułke, zespół Kwadrofonik, Janusz Prusinowski Trio) oraz wydanie we współpracy z Polskimi Nagraniami 4-płytowego albumu wraz z katalogiem pt. Hiolski. Maestro/Mistrz. Przez całe życie zawodowe prowadził setki koncertów i wykładów o muzyce. Współpracował m.in. z Operą i Filharmonią Podlaską w Białymstoku, Filharmonią w Rzeszowie, Operą Wrocławską, Teatrem Wielkim w Poznaniu. Jest autorem wielu artykułów publikowanych w programach koncertowych i operowych. W drugiej dekadzie XXI podjął współpracę z Michałem Nogasiem z Polskiego Radia – Trójki i współtworzył audycje „Tym żył świat” (emisja codziennie od poniedziałku do piątku w godzinach przedpołudniowych) Cykl został nagrodzony podczas 7. Międzynarodowego Festiwalu Radiowego Teheranie (Iran). Był również autorem cyklu poświęconego wybitnym polskim twórcom muzyki rockowej, jazzowej i klasycznej pt. „MP Trójka”. W latach 2013–2015 był autorem cyklu ponad 200 audycji zrealizowanych przy współpracy Narodowego Centrum Kultury i Programu 2 Polskiego Radia pn. „Historia muzyki polskiej” (na podstawie publikacji pod tym samym tytułem opublikowanego przez Wydawnictwo Stefana Sutkowskiego). Prowadził Legionowski Festiwal Muzyki Kameralnej i Organowej.
W 2016 roku zawiesił działalność zawodową i oddał się rozwijaniu pasji muzycznych – uprawiania muzyki rockowej (gra na gitarze basowej, znawca twórczości zespołu The Beatles), liderowania zespołom „The YeasToday”, „The New YeasToday” i „The New”. Obecnie pracuje nad płytą solową „Vojtek”.